# 切爾松
切爾松（挪威語：Tjeldsund）是挪威特罗姆斯郡的市镇。市镇面积为814.40平方公里，2023年时人口数量为4,206人。

## 历史
切爾松市镇原隶属于諾爾蘭郡。2020年1月1日原属特罗姆斯郡的斯孔蘭市镇并入切尔松市镇，新市镇隶属新成立的特罗姆斯-芬马克郡。随2024年1月1日特羅姆斯-芬馬克郡將會恢復為兩個獨立的郡，2022年6月郡議會通過日後切爾松市镇將撥入特羅姆斯郡。